# یوژف پالینکاش
یوژف پالینکاش (مجاری: József Pálinkás; ۱ ژانویهٔ ۱۹۱۲ – ۲۴ آوریل ۱۹۹۱) بازیکن فوتبال اهل مجارستان بود.
از باشگاه‌هایی که در آن بازی کرده‌است می‌توان به باشگاه فوتبال فرنتس‌واروش اشاره کرد.
وی همچنین در تیم ملی فوتبال مجارستان بازی کرده‌است.